# پارچووتسی
پارچووتسی (به بلغاری: Parchovtsi) یک منطقهٔ مسکونی در بلغارستان است که در شهرستان گابروو واقع شده‌است.